# Rajd Korsyki 2013
Rezultaty Rajdu Korsyki (56. Tour de Corse 2013), eliminacji Rajdowych Mistrzostw Europy w 2013 roku, który odbył się w dniach 16 maja - 18 maja. Była to piąta runda czempionatu w tamtym roku, odbywająca się na nawierzchni asfaltowej. Bazą rajdu było miasto Ajaccio. Zwycięzcami rajdu została francuska załoga Bryan Bouffier i Xavier Panseri jadący samochodem Peugeot 207 S2000. Wyprzedzili oni Czechów Jana Kopecký'ego i Pavla Dreslera w Škodzie Fabii S2000 i rodaków Stéphane'a Sarrazina i Jacques’a-Jeana Renucciego w Mini Cooperze S2000.
Rajdu nie ukończyły 23 załogi. Na 2. odcinku specjalnym odpadł Francuz Jean-Dominique Mattei w Škodzie Fabia S2000, który miał wypadek. Na 3. odcinku specjalnym wypadkowi uległ jego rodak Jérémi Ancian w Peugeocie 207 S2000. Na 6. oesie z rajdu wycofał się Polak Robert Kubica w Citroënie DS3 RRC, który miał awarię pompy paliwa. Z kolei na 11. oesie wypadkowi uległ Brazylijczyk Daniel Oliveira w Fordzie Fieście RRC.

## Klasyfikacja ostateczna
| Miejsce                  | Zawodnik                 | Pilot                    | Samochód                 | Czas                     | Strata                   | Punkty                   |
| ERC (punktowane pozycje) | ERC (punktowane pozycje) | ERC (punktowane pozycje) | ERC (punktowane pozycje) | ERC (punktowane pozycje) | ERC (punktowane pozycje) | ERC (punktowane pozycje) |
| ------------------------ | ------------------------ | ------------------------ | ------------------------ | ------------------------ | ------------------------ | ------------------------ |
| 1.                       | Bryan Bouffier           | Xavier Panseri           | Peugeot 207 S2000        | 2:41:58.2                |                          | 38                       |
| 2.                       | Jan Kopecký              | Pavel Dresler            | Škoda Fabia S2000        | 2:42:38.0                | +39.8                    | 31                       |
| 3.                       | Stéphane Sarrazin        | Jacques-Julien Renucci   | Mini Cooper S2000        | 2:43:35.8                | +1:37.6                  | 24                       |
| 4.                       | Craig Breen              | Paul Nagle               | Peugeot 207 S2000        | 2:43:39.0                | +1:40.8                  | 21                       |
| 5.                       | François Delecour        | Dominique Savignoni      | Peugeot 207 S2000        | 2:45:23.2                | +3:25.0                  | 16                       |
| 6.                       | Julien Maurin            | Nicolas Klinger          | Ford Fiesta RRC          | 2:35:51.3                | +9:19.1                  | 12                       |
| 7.                       | Andreas Aigner           | Jürgen Heigl             | Subaru Impreza STi R4    | 2:49:52.1                | +7:53.9                  | 7                        |
| 8.                       | Jean-Matthieu Leandri    | Renaud Jamoul            | Peugeot 207 S2000        | 2:50:46.0                | +8:47.8                  | 4                        |
| 9.                       | Germain Bonnefis         | Olivier Fournier         | Renault Mégane RS        | 2:51:15.0                | +9:16.8                  | 2                        |
| 10.                      | Jean-Michel Raoux        | Francis Mazotti          | Peugeot 207 S2000        | 2:55:52.5                | +13:54.3                 | 1                        |

## Zwycięzcy odcinków specjalnych
| Dzień      | Odcinek | G. rozp. | Nazwa                      | Długość | Zwycięzca      | Czas    | Lider rajdu    |
| ---------- | ------- | -------- | -------------------------- | ------- | -------------- | ------- | -------------- |
| 1 (17 MAJ) | SS1     | 08:23    | La Fangu - ND de la Serra  | 7.53km  | Craig Breen    | 16:29.0 | Craig Breen    |
| 1 (17 MAJ) | SS2     | 11:06    | Erbajolo - Pont d´Altani 1 | 24.57km | Craig Breen    | 15:23.0 | Craig Breen    |
| 1 (17 MAJ) | SS3     | 14:18    | Barchetta - La Porta 1     | 23.24km | Craig Breen    | 15:36.2 | Craig Breen    |
| 1 (17 MAJ) | SS4     | 15:21    | Taverna - Pont de Castirla | 15.28km | Robert Kubica  | 9:14.7  | Robert Kubica  |
| 1 (17 MAJ) | SS5     | 18:01    | Barchetta - La Porta 2     | 23.24km | Craig Breen    | 15:50.0 | Bryan Bouffier |
| 1 (17 MAJ) | SS6     | 20:06    | Erbajolo - Pont d´Altani 2 | 24.57km | Jan Kopecký    | 15:32.7 | Jan Kopecký    |
| 2 (18 MAJ) | SS7     | 10:48    | Carbuccia - Tavera 1       | 16.89km | Bryan Bouffier | 12:03.7 | Bryan Bouffier |
| 2 (18 MAJ) | SS8     | 12:06    | Sarrola - Liamone 1        | 26.70km | Bryan Bouffier | 17:50.0 | Bryan Bouffier |
| 2 (18 MAJ) | SS9     | 13:37    | Marato - Acqua Doria       | 22.47km | Jan Kopecký    | 13:28.2 | Bryan Bouffier |
| 2 (18 MAJ) | SS10    | 16:40    | Carbuccia - Tavera 2       | 16.89km | Bryan Bouffier | 11:55.1 | Bryan Bouffier |
| 2 (18 MAJ) | SS11    | 18:06    | Sarrola - Liamone 2        | 26.70km | Bryan Bouffier | 17:39.8 | Bryan Bouffier |